# Groeve Blom

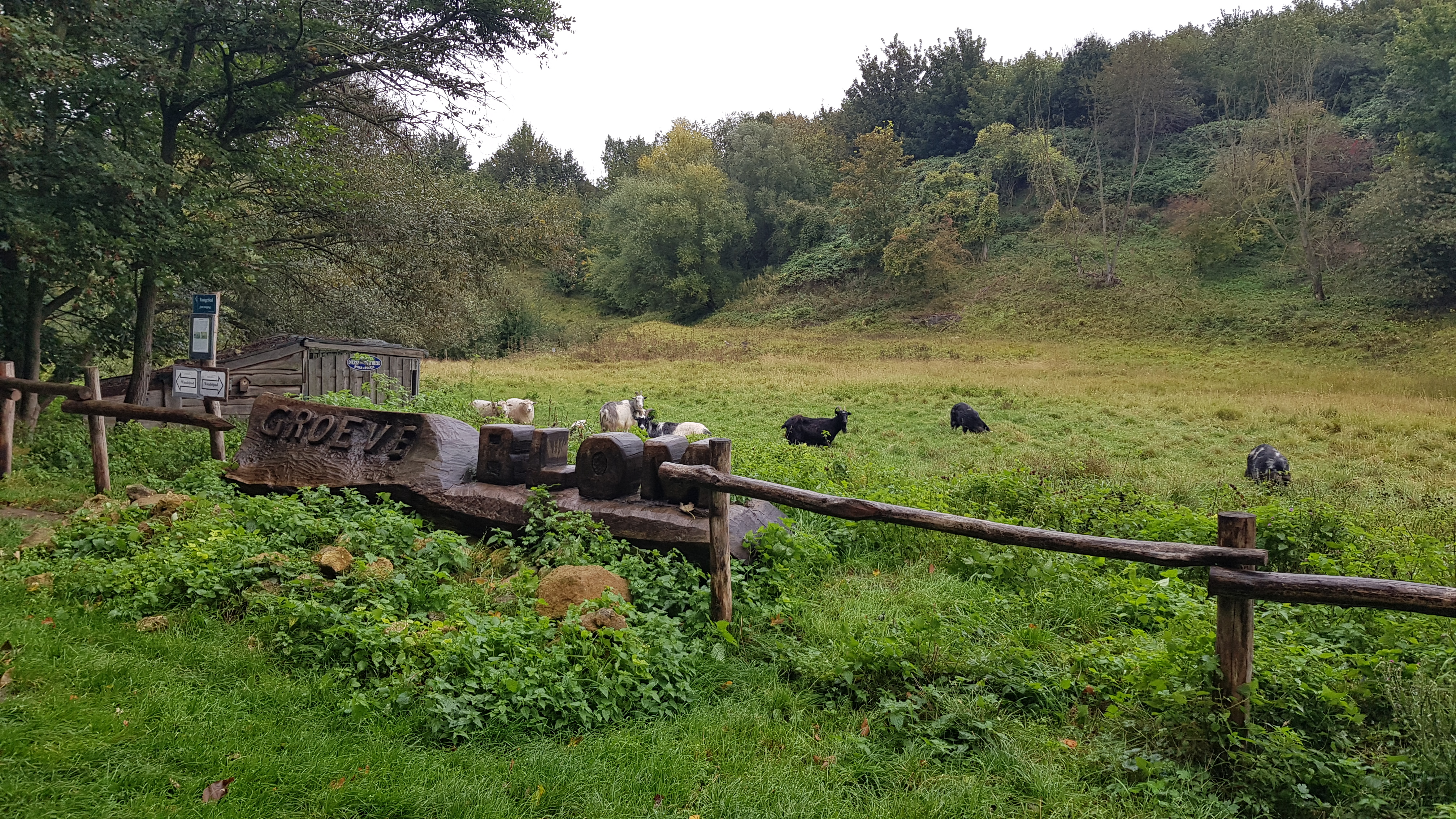
Bij de ingang van de groeve

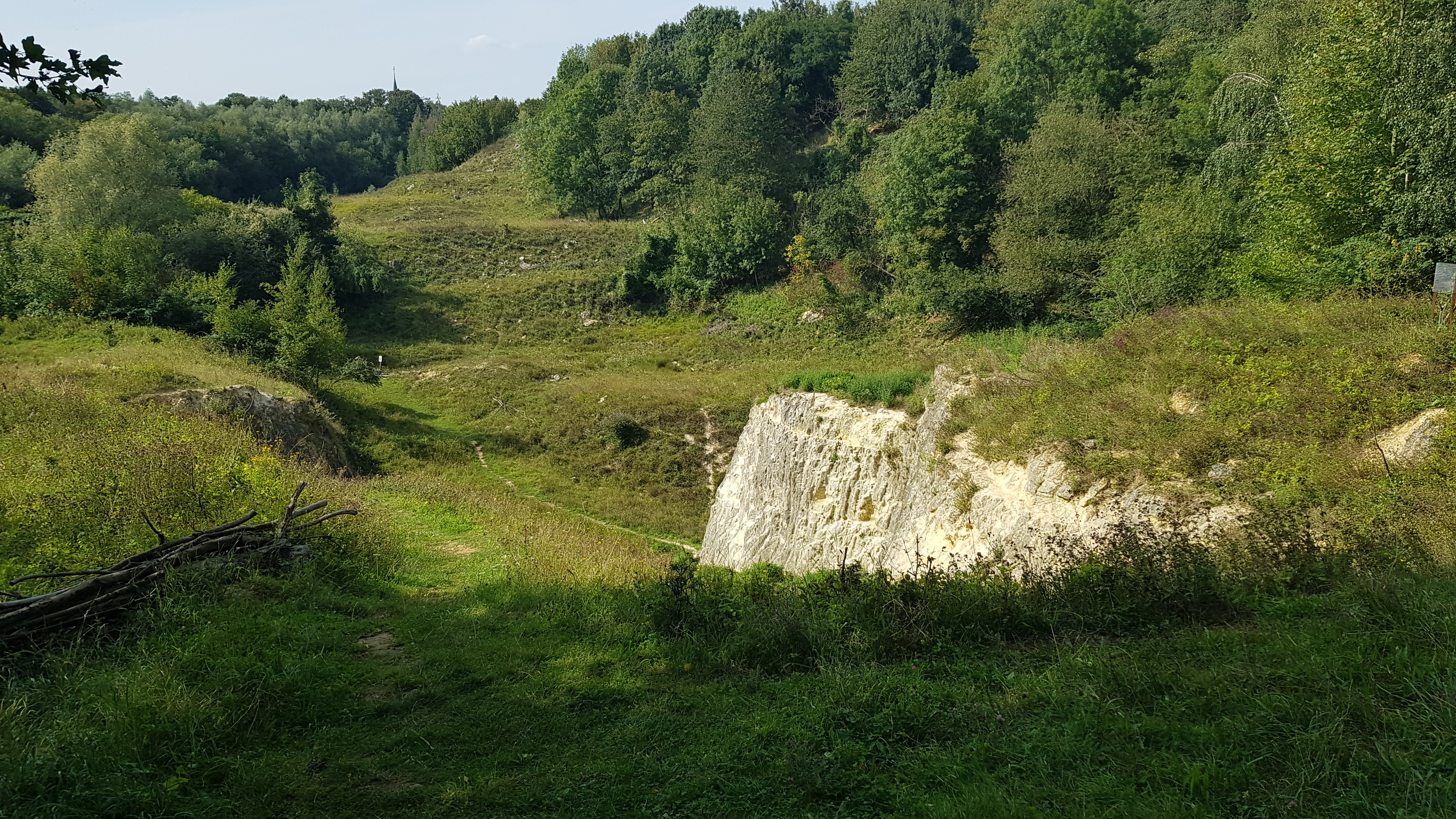
Groeve Blom

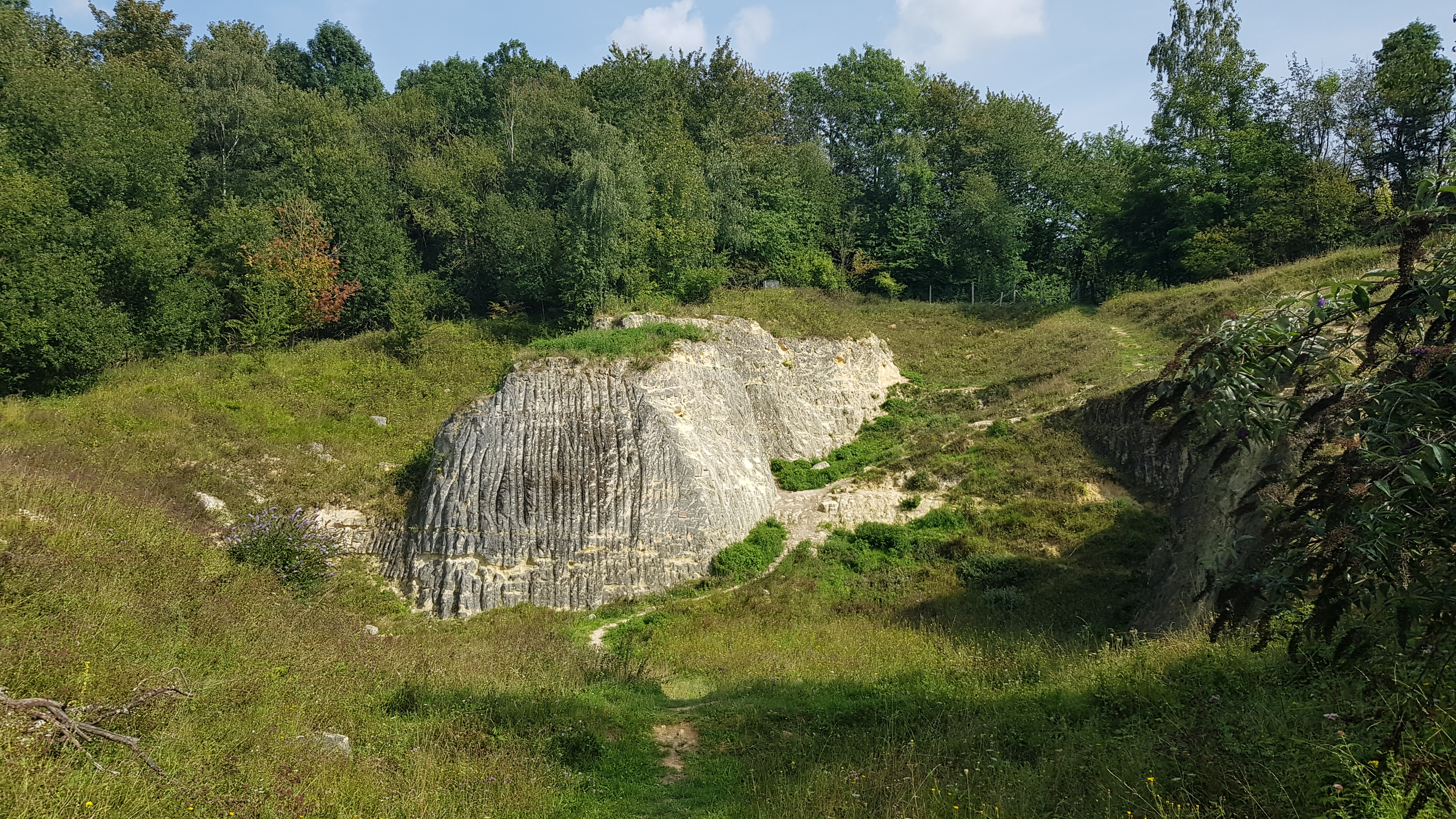
Groeve Blom

De Groeve Blom is een voormalige dagbouwgroeve te Berg en Terblijt in de Nederlandse gemeente Valkenburg aan de Geul. De groeve ligt ten zuiden van de Rijksweg tussen de Rijksweg, Kleine Heideweg en de Lindenstraat op de helling in de overgang van het Plateau van Margraten naar droogdal Koelbosgrub.

## Geschiedenis
De Groeve Blom werd begonnen in 1958 en is vernoemd naar de familie Blom, die eigenaar was van het gebied. Deze groeve beslaat 7 hectare en werd aanvankelijk gebruikt voor de winning van zand en grind. Vanaf 1970 werd er ook de zogeheten kalksteen van Nekum gewonnen. Vanaf 1994 begon men de exploitatie af te bouwen en in 1998 werd de winning stopgezet. Tussen 2002 en 2005 werd de groeve heringericht.
Na de herinrichting is de groeve overgedragen aan Het Limburgs Landschap.

## Beschrijving
Het huidige terrein bestaat uit hellingen, kalksteenrotsen, vlakke gedeelten en een aantal grotere en kleinere poelen. Bijzonder is het warme microklimaat in deze groeve. De plantengroei bevond zich (2010) in een overgangsfase waarin pioniervegetatie domineerde, maar ook zeldzamer soorten als wilde marjolein, wondklaver en beemdkroon zich begonnen te vestigen. Diverse grazers zorgen ervoor dat het landschap open blijft.
In 2005 werd de geelbuikvuurpad hier uitgezet. Deze komt voor in omliggende groeven en kreeg er op deze wijze een populatie bij. Een andere bijzonderheid is de hazelworm.
Diverse libellensoorten komen er voor: grote keizerlibel, azuurwaterjuffer, watersnuffel, kleine roodoogjuffer, gewone pantserjuffer en lantaarntje worden er aangetroffen.
Van de sprinkhanen kunnen worden genoemd: krasser, ratelaar, bruine sprinkhaan, zuidelijk spitskopje, grote groene sabelsprinkhaan, bramensprinkhaan, sikkelsprinkhaan, gewoon doorntje, kalkdoorntje en zeggendoorntje.

## Toegankelijkheid
Een kort wandelpad voert door de groeve.

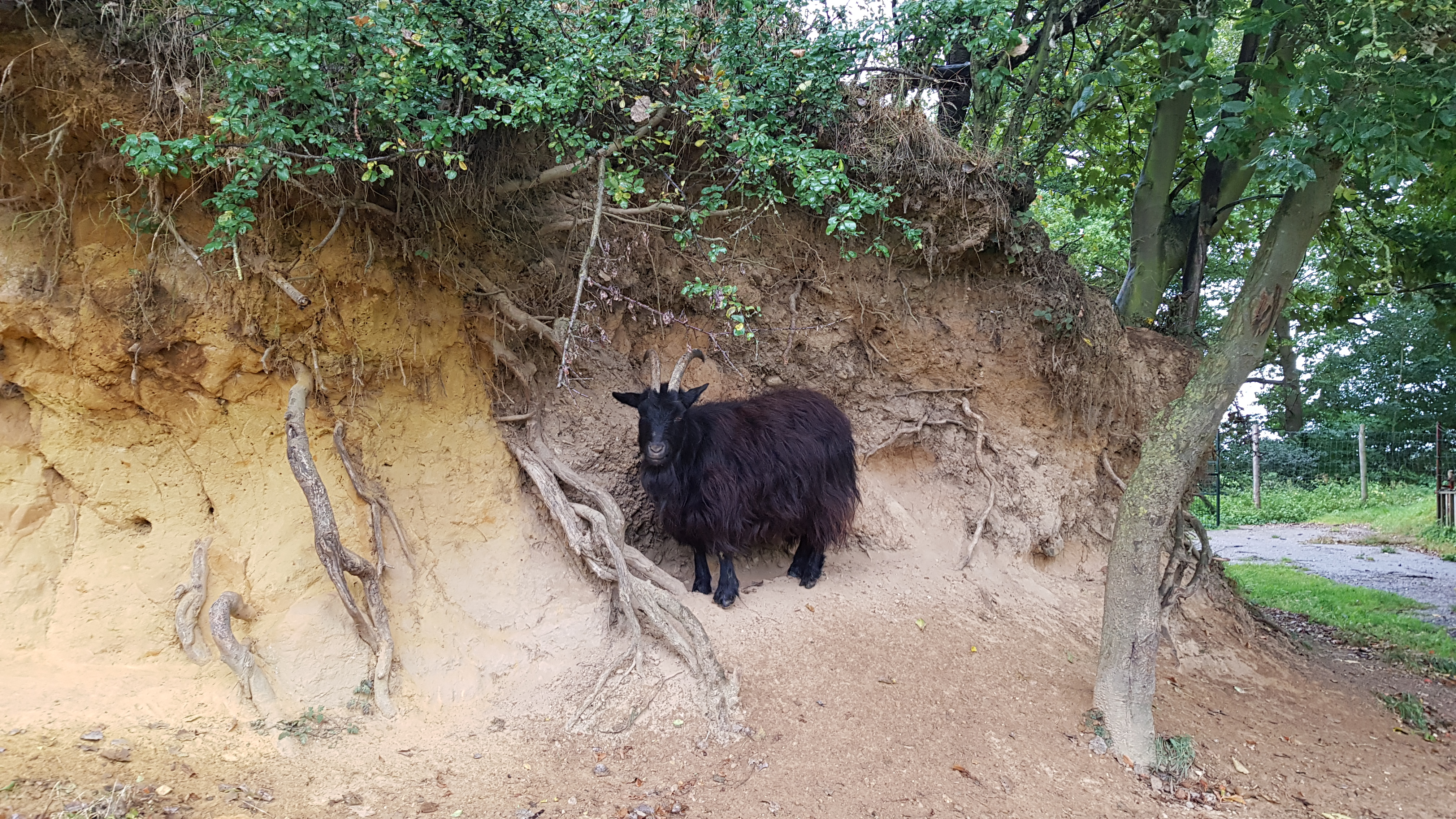
Geit in de groeve
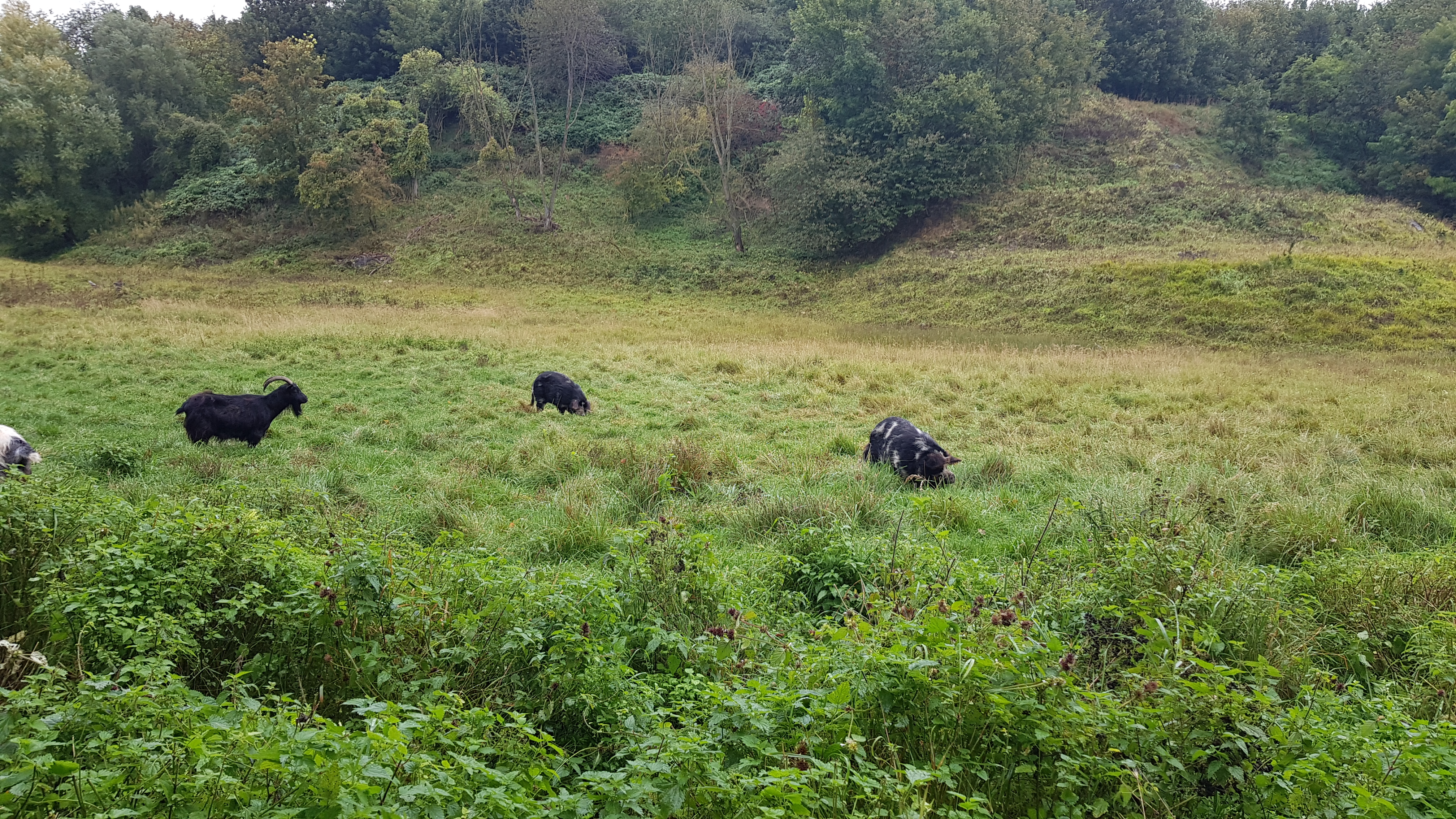
Geit en zwijntjes in de groeve
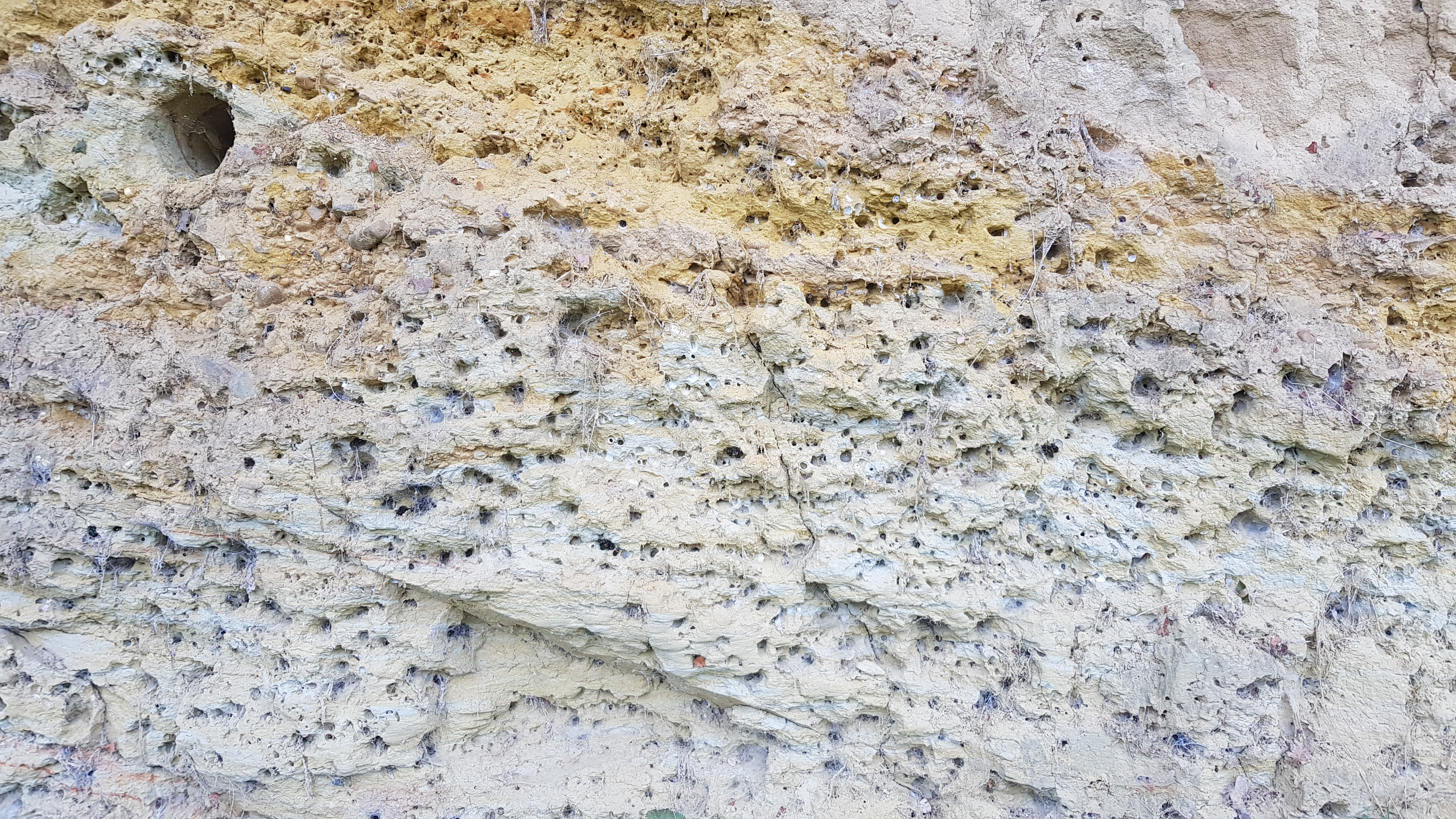
Een groevewand
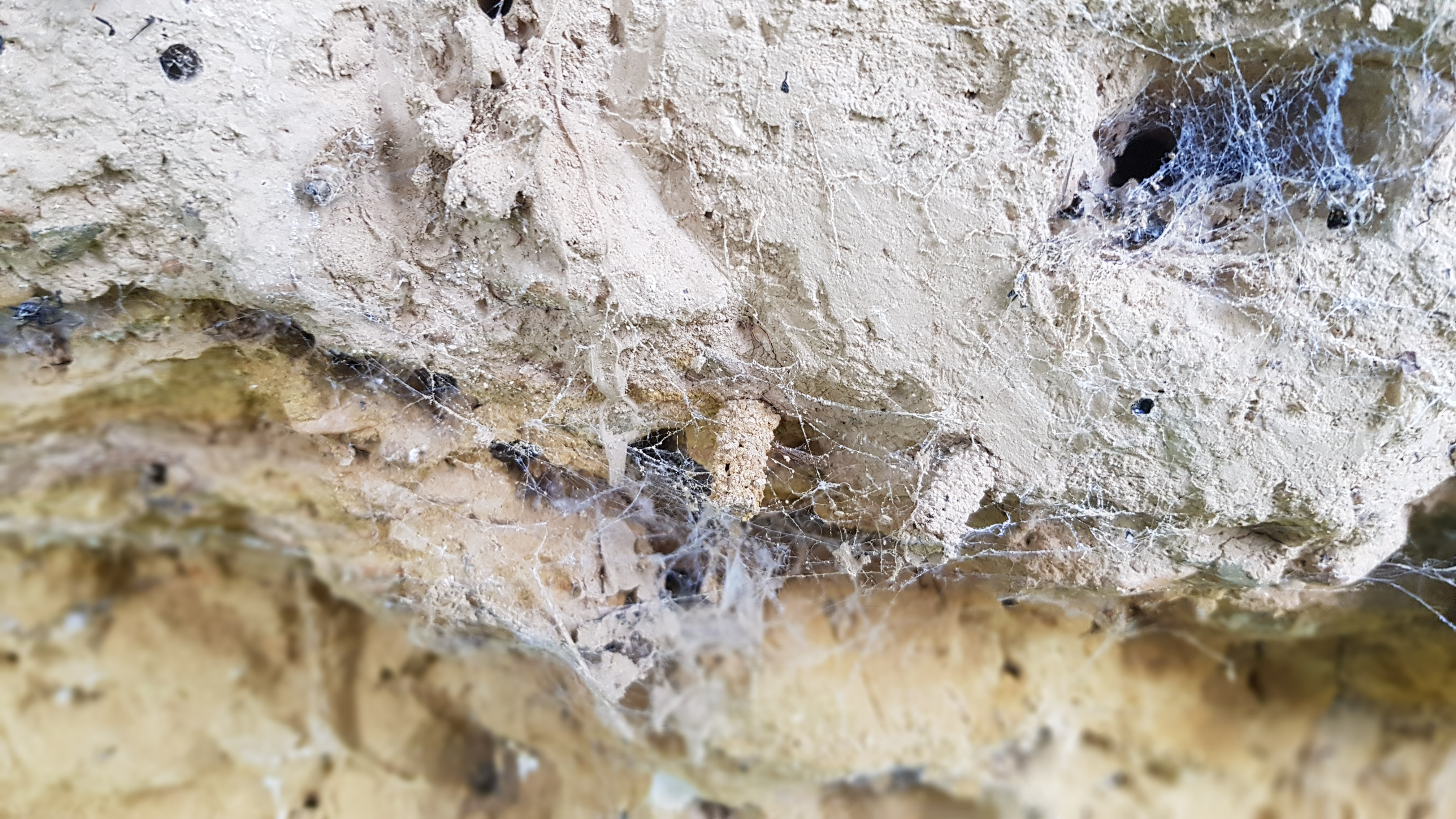
Detail van de groevewand met bouwsels van de schoorsteenwesp